# Phaeophyscia
Phaeophyscia Moberg  (orzast) – rodzaj grzybów z rodziny obrostowatych (Physciaceae). Ze względu na współżycie z glonami zaliczany jest do porostów.

## Systematyka i nazewnictwo
Pozycja w klasyfikacji według Index Fungorum: Physciaceae, Caliciales, Lecanoromycetidae, Lecanoromycetes, Pezizomycotina, Ascomycota, Fungi.
Synonim naukowy: Physciella Essl.:
Nazwa polska według Krytycznej listy porostów i grzybów naporostowych Polski.

## Gatunki występujące w Polsce
- Phaeophyscia cernohorskyi (Nádv.) Essl. 1978[4] – orzast Cernohorsky'ego
- Phaeophyscia chloantha (Ach.) Moberg 1978[4] – orzast luganeński
- Phaeophyscia ciliata (Hoffm.) Moberg 1977 – orzast orzęsiony
- Phaeophyscia endococcina (Körb.) Moberg 1977 – orzast szkarłatny
- Phaeophyscia endophoenicea (Harm.) Moberg 1977 – orzast pomarańczowy
- Phaeophyscia hirsuta (Mereschk.) Essl. 1978 – orzast szczecinkowaty
- Phaeophyscia insignis (Mereschk.) Moberg 1978[4] – orzast osobliwy
- Phaeophyscia kairamoi (Vain.) Moberg 1977[4] – orzast owłosiony
- Phaeophyscia nigricans (Flörke) Moberg 1977 – orzast czarniawy
- Phaeophyscia orbicularis (Neck.) Moberg 1977 – orzast kolisty
- Phaeophyscia pusilloides (Zahlbr.) Essl. 1978[4] – orzast wątły
- Phaeophyscia sciastra (Ach.) Moberg 1977 – orzast promienisty

Nazwy naukowe na podstawie Index Fungorum. Nazwy polskie według W. Fałtynowicza.